# George di Madeiros Loy
Pour les articles homonymes, voir Loy.
George di Madeiros Loy (27 novembre 1840-14 décembre 1936) est un agriculteur et homme politique municipal et fédéral du Québec.
Né à Coteau-Landing dans la presqu'île de Vaudreuil-Soulanges, George di Madeiros Loy commença sa carrière politique en servant comme maire de la municipalité de Valleyfield de 1895 à 1899. Élu député du Parti libéral dans la circonscription de Beauharnois, il doit être réélu lors d'une élection partielle en 1902 après que la dernière fut déclarée nulle. Il perd son siège lors des élections de 1904.